# Peter Bolliger
Peter Bolliger, född 18 maj 1937 i Basel, död 18 mars 2024, var en schweizisk roddare.
Bolliger blev olympisk bronsmedaljör i fyra med styrman vid sommarspelen 1968 i Mexico City.